# José Ignacio Goirigolzarri

José Ignacio Goirigolzarri (Bilbao, 4 februari 1954) is sinds 2012 de voorzitter van de Spaanse bank Bankia. Voordien was hij voorzitter van de tweede grootste bank van Spanje BBVA. Bij Bankia werd hij de opvolger van Rodrigo de Rato y Figaredo.
Goirigolzarri studeerde economie en financiën aan de universiteiten van Deusto in Spanje en nadien aan de University of Leeds. Na een lange loopbaan met belangrijke functies binnen de banksector werd hij op 9 mei 2012 benoemd tot voorzitter van de bank Bankia.
Een instelling die op initiatief van 7 regionale Spaanse banken werd opgericht in 2010, in de nasleep van de vastgoedcrisis. De belangrijkste bedoeling van die fusie was het saneren van de kosten door het sluiten van kantoren en het ontslaan van personeel.